# 岡村枝管藻
岡村枝管藻（學名：Cladosiphon okamuranus），俗稱作水雲、琉球海蘊或海髮菜，又因為它是附生於岩礁上的藻類，又稱岩藻、藻付，琉球語稱之為醋苔（醋苔），是一種類似髮菜的褐藻綱物種。
岡村枝管藻主要產於琉球（今屬日本沖繩縣）一帶的珊瑚礁。它身體柔軟，並會隨海水漂浮。呈綠色，無論外表與口感均與海帶相似，烹煮後則柔軟黏滑，是琉球料理的常用食材。

## 延伸阅读
[在维基数据编辑]
 《欽定古今圖書集成·博物彙編·草木典·海蘊部》，出自陈梦雷《古今圖書集成》
 《植物名實圖考·海蘊》，出自吳其濬《植物名實圖考》

## 外部連結
- 維基物種上的相關：岡村枝管藻